# Rheumaptera digitata
Rheumaptera digitata är en fjärilsart som beskrevs av Alexander Michailovitsch Djakonov 1911. Rheumaptera digitata ingår i släktet Rheumaptera och familjen mätare. Inga underarter finns listade.